# Pozo del Tigre
Pozo del Tigre est une localité argentine située dans le département de Patiño, province de Formosa.

## Religion
| Diocèse  | Formosa         |
| -------- | --------------- |
| Paroisse | Sagrado Corazón |